# J.D. Short
J.D. Short né le 26 février 1902 à Port Gibson dans le Mississippi, mort le 21 octobre 1962, est un guitariste de blues.

## Biographie
J.D. Short naît le 26 février 1902 dans une plantation près de Port Gibson dans le Mississippi. À l'âge de six ans il déménage à Hollandale. Il commence à s'intéresser au blues et reçoit des rudiments de guitare. En 1910, son père reçoit Charley Patton qui influencera la future carrière de Short. En 1912, la famille déménage de nouveau et s'installe à Clarksdale où Short vivra pendant onze ans. Il poursuit son apprentissage de la guitare mais s'intéresse aussi au piano grâce à Son Harris. En 1923, Short part s'installer à Saint Louis où il joue dans des clubs ou pour des fêtes. Au début de juin 1930, il enregistre à Grafton, dans le Wisconsin, une série de titres pour Paramount. Le 14 mars 1932, il enregistre un nouveau 78 tours, cette fois pour Vocalion Records à New York. Le 2 août 1933, il enregistre à Chicago pour le label Bluebird de la maison de disques Victor. À la fin des années 1930, Short, après avoir appris à jouer de la clarinette, devient membre d'un groupe de swing. En octobre 1942, il est appelé par l'armée mais il est rendu à l'état civil en mars 1943 après s'être blessé lors d'un exercice. Il retourne alors à Saint-Louis et reprend sa carrière de musicien de blues dans des clubs. En 1958, il accompagne son cousin Big Joe Williams qui enregistre plusieurs titres pour Delmark et lui-même enregistre quelques titres. Sa santé commence à se détériorer et il endure de graves troubles de la circulation (consécutifs probablement à son accident durant son service militaire) qui l'obligent à être amputé de deux orteils. En 1962, Sam Charter réalise plusieurs enregistrements de J.D. Short. Short meurt le 21 octobre 1962 d'une crise cardiaque.